# Sapendé
Sapendé, ook wel Sapenda, is een dorp in Suriname. Het ligt aan de Boven-Commewijnerivier in het district Para. In het dorp wonen inheemse Arowakken.
Het Tijdschrift van het Aardrijkskundig Genootschap meldde in 1913 onder het hoofdje 'Astronomische plaatsbepaling van eenige punten in Suriname' de plaatsbepaling van deze nederzetting, mede vanwege de "onzichtbaarheid" van het dorp Inotapi.
Het dorpsbestuur werd tot medio jaren 2010 met het dorp Copi gedeeld. In 2022 heeft Sapendé al meerdere jaren achter elkaar geen dorpshoofd.
In 2019 gaven Sapendé en Copi een stuk gemeenschapsbos in concessie voor houtkap, die ten goede komt aan de dorpskas.